# 朔庄市
朔庄市（越南语：／），一作“滀臻市”，又譯“蓄臻市”，是越南南部朔庄省省莅，名称来自于高棉语。

## 地理
朔庄市东和北接隆富县，南接美川县，西接美秀县，西北接周城县。

## 历史
1991年12月26日，后江省分设为芹苴省和朔庄省，朔庄市社成为朔庄省省莅。
1995年10月30日，美秀县安协社、安宁社部分区域、隆富县新盛社部分区域和美川县大心社部分区域划归朔庄市管辖；安协社、安宁社部分区域合并为第七坊，新盛社部分区域和第五坊部分区域合并为第八坊，第四坊析置第九坊，大心社部分区域和第三坊部分区域合并为第十坊。
2005年10月7日，朔庄市社被评定为三级城市。
2007年2月8日，朔庄市社改制为朔庄市。
2022年4月20日，朔庄市被评定为二级城市。
2024年7月23日，越南国会常务委员会通过决议，自2024年9月1日起，第九坊并入第一坊。

## 行政区划
朔庄市下辖9坊，市人民委员会位于第二坊。
- 第一坊（Phường 1）
- 第二坊（Phường 2）
- 第三坊（Phường 3）
- 第四坊（Phường 4）
- 第五坊（Phường 5）
- 第六坊（Phường 6）
- 第七坊（Phường 7）
- 第八坊（Phường 8）
- 第十坊（Phường 10）

## 民族
朔庄市除了京族以外，还有少部分的华族和高棉族。

## 交通
朔庄市境内有1A国道穿梭而过。